# Geografía de Ciudad de México
La Ciudad de México es la capital de los Estados Unidos Mexicanos y una de sus treinta y dos entidades federativas. Tiene una superficie de 1497 kilómetros cuadrados, donde viven casi 23 millones de personas. Es uno de los ámbitos urbanos más extensos de todo el mundo, tanto por población como por extensión territorial. Prácticamente esta rodeado por el Estado de México.

## Hidrografía
Antiguamente, una buena parte fue ocupado por el sistema de lagos de la cuenca de México. Esta era una cuenca que en tiempos muy remotos tuvo desagüe natural al río Balsas. Sin embargo, la actividad geológica que dio origen a la serranía del Ajusco abrió la cuenca por el sur y contribuyó a la formación de los lagos del Anáhuac. A Ciudad de México corresponden el occidente de lo que fue el lago de Texcoco (que algunos especialistas llaman laguna de México), el lago de Xochimilco y la mitad occidental del lago de Chalco. La decisión de desecar el sistema lacustre fue tomada durante la época virreinal. En 1607 se construyó el primer sistema de desagüe de los lagos de Anáhuac, pero pronto resultó insuficiente. Aunque estas obras se realizaron como consecuencia de la inundación de ese mismo año, fueron incapaces de evitar que la Ciudad de México se anegara en repetidas ocasiones entre los siglos XVII y XVIII.
Por fin, el 17 de marzo de 1900, el presidente Porfirio Díaz inauguró el sistema de Desagüe del Valle, que continúa en funciones e impide el crecimiento de los cuerpos de agua en el suelo capitalino. Los últimos remanentes de los cuerpos de agua son los sistemas de canales que riegan la chinampería de Xochimilco y Tláhuac, así como los humedales que comparte esta alcaldía con el municipio mexiquense de Valle de Chalco Solidaridad. Entre los siglos XVIII y XX, cuando llegaban hasta el centro de la Ciudad de México, los canales eran utilizados como vías de transporte que permitían la comunicación entre la ciudad y los pueblos del sur. Incluso, algunos de ellos fueron notables como espacio de recreo de la élite mexicana. Especialmente el canal de La Viga, que comunicaba Xochimilco con el barrio de La Merced, fue muy socorrido como paseo dominical. Fue entubado a mitad del siglo XX, hecho que puso fin a la chinampería de Iztapalapa, Santa Anita y San Juan Ixhuatepec. Actualmente sobre su lecho corre una vía importantísima para Ciudad de México.

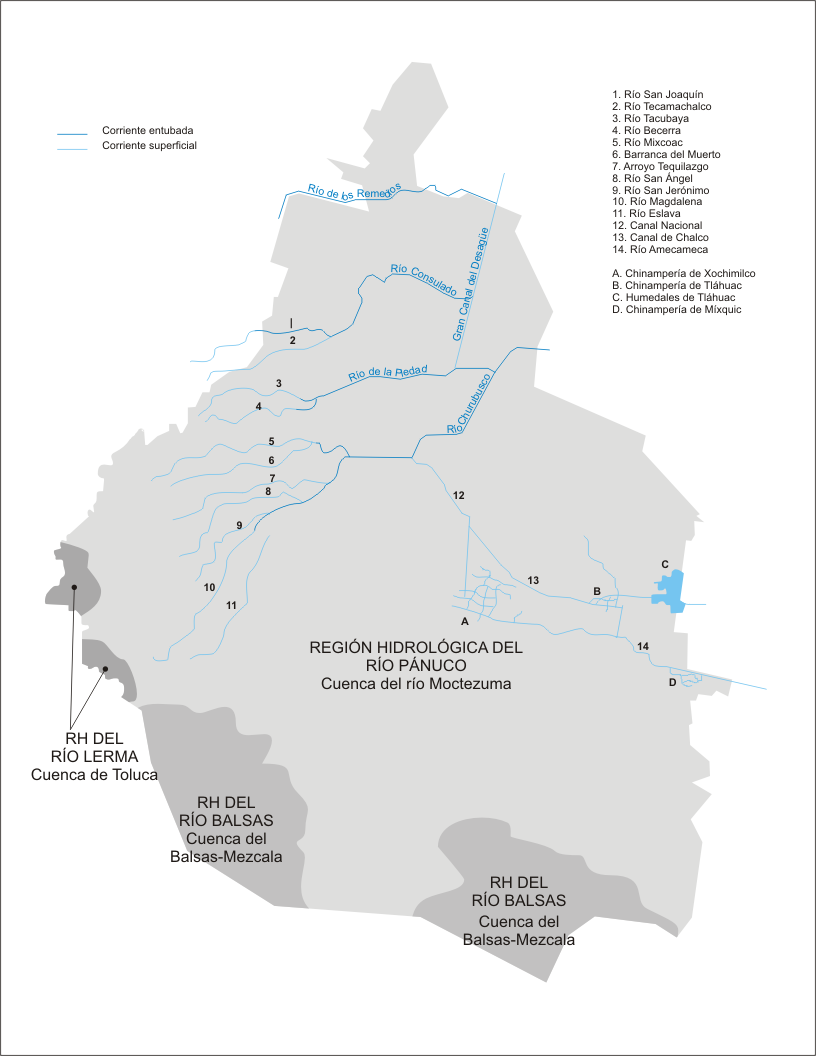
Mapa hidrológico de Ciudad de México.

A partir de la construcción de las grandes obras que tenían como propósito la desecación de los lagos, la cuenca de México quedó integrada artificialmente a la cuenca del río Moctezuma, que forma parte de la región hidrológica del río Pánuco. Las necesidades de agua potable de la ciudad han propiciado la explotación del agua del subsuelo y de los manantiales aledaños. Durante el siglo XIX, desaparecieron los manantiales de Chapultepec, que desde la época prehispánica sirvieron a la población de México. En el siglo XX, el gobierno porfirista canalizó las aguas de los manantiales de Xochimilco y Atlapulco para abastecer de agua al centro de la ciudad. La mayor parte de ellos están actualmente secos, hecho que puso en peligro la existencia de la chinampería de Xochimilco. Desde de la década de 1980, los canales de Xochimilco, Tláhuac y Míxquic son alimentados con aguas tratadas de la planta del cerro de la Estrella. Para esta época las aguas de la chinampería estaban atestadas de lirio acuático y carpas, especies que fueron introducidas por el gobierno de Díaz con el propósito de embellecer los canales, pero que a la larga pusieron en peligro a las especies autóctonas de los lagos del Anáhuac. En 1987, la chinampería de Xochimilco fue declarada Patrimonio de la Humanidad, con el propósito de fomentar su conservación.
El agua de los ríos que aún bajan a Ciudad de México es conducida al lago de Texcoco o al Gran Canal del Desagüe para ser drenada hacia el golfo de México, a través del sistema Tula-Moctezuma-Pánuco. Los únicos cursos de agua que sobreviven en la entidad federativa nacen en la sierra de las Cruces o en el Ajusco, y son de poco caudal. Muchos de ellos corren entre barrancas que han sido ocupadas por asentamientos humanos, lo que pone en peligro tanto a los habitantes como a los ecosistemas asociados al río. El más largo de estos ríos es el Magdalena, que corre por el área protegida de Los Dínamos, antes de ser entubado y desembocar en el río Churubusco. Los ríos Churubusco, de La Piedad y Consulado corren bajo las grandes avenidas que llevan sus nombres.
En la actualidad con el crecimiento de la población, y la contaminación ha generado que se pierdan cauce y ríos, siendo utilizados estos mismos como receptores de aguas residuales.Dando como resultado que el agua en Ciudad de México sea insuficiente y sea necesario traerla desde lugares más lejanos. Actualmente las autoridades delegacionales han presentado un proyecto de recuperación, enfocando la problemática a la recuperación de ríos y barrancas en Ciudad de México; enfocándose en diferentes problemáticas, entre las que destacan la invasión de zonas federales, construcción de viviendas en zonas de riesgo, necesidad de saneamiento de cauces y barrancas, desazolves, falta de plantas de tratamiento de aguas residuales, entre otras.[cita requerida]

## Relieve

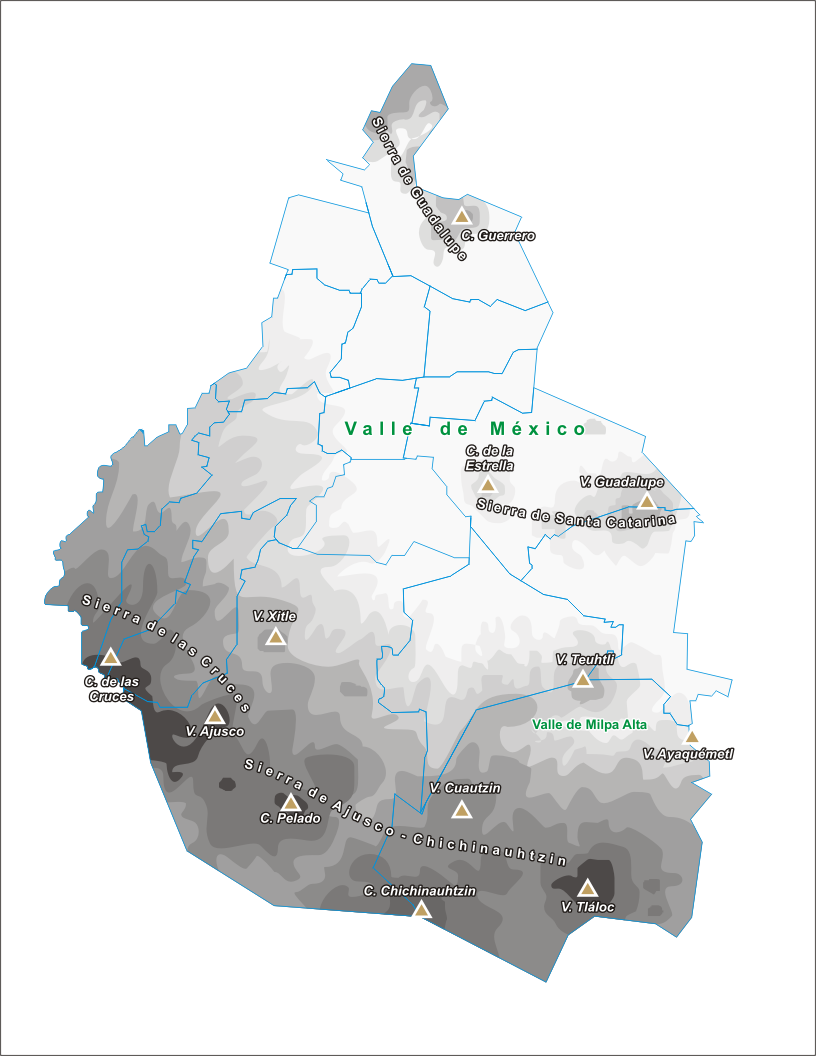
Relieve de Ciudad de México.

Según el Instituto Nacional de Estadística, Geografía e Informática (INEGI), el territorio de Ciudad de México se localiza en la provincia geológica de Lagos y Volcanes del Anáhuac. Buena parte de sus 1479 kilómetros cuadrados de superficie forman parte del valle de México, y más específicamente, de los vasos drenados de los lagos de Texcoco, Xochimilco y Chalco.
El límite norte de Ciudad de México está dado por la sierra de Guadalupe, un conjunto de montañas que forma una herradura que envuelve la comunidad de Cuautepec de Madero, y baja hasta las inmediaciones de la Villa de Guadalupe, donde termina en el cerro del Tepeyac. El punto más alto de la sierra de Guadalupe es el cerro de El Guerrero. Forma parte de esta pequeña cadena montañosa el cerro del Chiquihuite, donde están establecidas las antenas transmisoras de las televisoras de la capital mexicana.

Los lagos de la Ciudad de México en 1519

Hacia el centro oriente de Ciudad de México se localiza la sierra de Santa Catarina, una cadena de volcanes apagados cuyo punto más alto es el volcán de Guadalupe o El Borrego, que se eleva 2820 m sobre el nivel del mar. En algunas descripciones de la geografía capitalina se suele incluir al cerro de la Estrella como parte de la sierra de Santa Catarina. De cualquier manera, antes de la desecación del sistema lacustre del valle de México, la sierra y el cerro de la Estrella formaban lo que se conoce como península de Iztapalapa. Ésta era una lengua de tierra que dividía las aguas dulces de Chalco y Xochimilco de las saladas de la laguna de México y Texcoco.
La planitud del valle de México, en el que se asienta la mayor parte de los habitantes de Ciudad de México sólo es interrumpida por pequeñas lomas y cerros, de los cuales destacan dos peñones. El primero, el peñón de los Baños, localizado muy cerca del aeropuerto de Ciudad de México. Se supone que este fue un lugar de recreo para los gobernantes mexicas, que se levantaba en medio del lago salado de Texcoco. Más al sureste, en la salida a Puebla, se levanta el peñón Viejo. Es una zona de alto riesgo, puesto que con frecuencia ocurren en él deslizamientos de tierra que ponen en peligro a los habitantes del populoso oriente del Ciudad de México.
En el poniente, a unos cuantos kilómetros del centro de la ciudad, se levanta el cerro de Chapultepec. Es un pequeño monte que marca el inicio de las serranías que recorren desde el oeste hasta el sureste de Ciudad de México, y separan al valle de México de los valles de Toluca y de Morelos. Entre el territorio de Miguel Hidalgo, Cuajimalpa de Morelos y La Magdalena Contreras discurre la sierra de las Cruces. Se trata de una región muy alta, de la que bajan la mayor parte de los ríos que aún surcan Ciudad de México. Su clima es frío y húmedo. Alcanza su punto más alto en el cerro de las Cruces, casi en el límite con el Estado de México.
Siguiendo al oriente, se encuentra el volcán Ajusco, cuyo nombre significa flor de agua en náhuatl. Es la cumbre más elevada de Ciudad de México, y da su nombre a la serranía que cierra la cuenca de México por el sur. Esta cadena montañosa pertenece al Eje Neovolcánico y también recibe el nombre de sierra de Chihinauhtzin. Entre otros, forman parte de ella los volcanes Xitle, que sepultó en una de sus erupciones la ciudad de Cuicuilco; Chichinautzin, Tláloc y Teuhtli (estos dos, según la mitología mexica, eran enemigos). La serranía del Ajusco aloja varios valles de tierra fría en los que sus pobladores aún practican la agricultura. De ellos los más importantes son la meseta donde se asienta Parres, en Tlalpan; y el valle de Milpa Alta, que sube desde San Antonio Tecómitl hasta San Pedro Atocpan, entre las faldas de los volcanes Teuhtli y Tláloc.

### Fisiografía
Ciudad de México está enclavada en la provincia fisiográfica Eje Neovolcánico, con la subprovincia fisiográfica Lagos y Volcanes de Anáhuac; su territorio está distribuido sobre nueve sistemas de topoformas:
1. Sierra volcánica con estrato volcanes que abarca casi el 42 % en la parte sur de la entidad; así como en el centro y oriente de la alcaldía Iztapalapa;
2. Sierra volcánica de laderas escarpadas, al occidente, en las alcaldías Cuajimalpa de Morelos y la Magdalena Contreras, y al sur, en la alcaldía Álvaro Obregón;
3. Sierra escudo volcán, al extremo norte
4. Lomerío con una mínima representación (menos del 1 %) al norte;
5. Lomerío con cañadas, que abarca la alcaldía Miguel Hidalgo y norte de las alcaldías Cuajimalpa de Morelos y Álvaro Obregón;
6. Meseta basáltica malpaís, al centro y sureste, básicamente en parte de las alcaldías Tlalpan, Xochimilco, Coyoacán y, en forma mínima, en Milpa Alta;
7. Llanura aluvial, franja que se extiende de noroeste a este, también en las partes norte y este;
8. Llanura lacustre, extensión de más del 20 % de Ciudad de México, ubicada en la parte nororiental;
9. Llanura lacustre salina, principalmente sobre el límite al noreste, colindando con el Estado de México.

| Volcán Ajusco         | 3,930 m s. n. m. |
| Volcán Tláloc         | 3690 m s. n. m.  |
| Cerro Pelado          | 3,620 m s. n. m. |
| Volcán Cuauhtzin      | 3,510 m s. n. m. |
| Volcán Chichinauhtzin | 3,490 m s. n. m. |
| Volcán Guadalupe      | 2,820 m s. n. m. |
| Cerro del Chiquihuite | 2,730 m s. n. m. |
| Volcán Teuhtli        | 2,710 m s. n. m. |
| Cerro de la Estrella  | 2,450 m s. n. m. |
| Cerro de Chapultepec  | 2,280 m s. n. m. |

### Geología
La roca ígnea extrusiva cubre más de las tres quintas partes de la superficie de Ciudad de México. Estos afloramientos corresponden a dos periodos diferentes de la era cenozoica (63 millones de años aproximadamente); el más reciente es el período cuaternario, con afloramientos rocosos ígneos extrusivos (44.7 %) y suelo (31.6 %), ubicados, el primero, de la parte central hacia el sur y el segundo, en la zona norte. El período terciario se caracteriza por los afloramientos de rocas ígneas extrusivas, cubren una superficie de 23.7 %, sus principales unidades litológicas se localizan al oeste y este del territorio capitalino.

## Climas

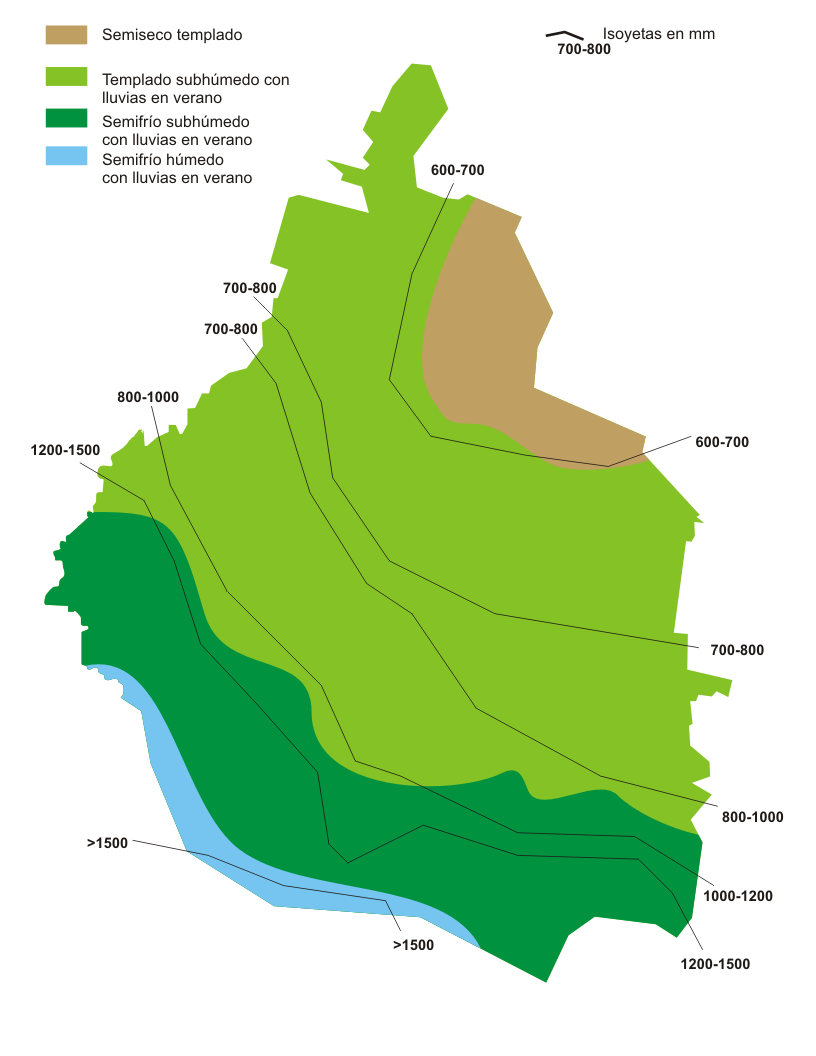
Climas de Ciudad de México.

Por su posición geográfica, Ciudad de México es una zona de tierras templadas. La presencia de altas montañas en los alrededores del valle de México son un factor que impide el paso de las nubes de lluvia que provienen del golfo de México o del océano Pacífico. Por ello, las precipitaciones en la capital mexicana no son abundantes. La temporada húmeda en Ciudad de México abarca de mayo a noviembre, aunque la pluviosidad es mayor entre los meses de junio y agosto.
La temperatura anual promedio varía entre 12 y 16 °C, dependiendo de la altitud de la alcaldía. Las más bajas temperaturas usualmente registradas durante enero y febrero, pueden ir de −2 a −5 °C, usualmente acompañadas de nevadas en las regiones del sur como el Ajusco. Mientras que las máximas temperaturas entre la primavera y verano pueden alcanzar los 32 °C. En la mayor parte de su territorio se presenta clima templado subhúmedo (87 %) En el resto se encuentra clima seco y semiseco (7 %) y templado húmedo (6  %). La temperatura media anual es de 16 °C. La temperatura más alta, mayor a 25 °C, se presenta en los meses de marzo a mayo y la más baja, alrededor de 5 °C, en el mes de enero.
Las lluvias se presentan en verano, la precipitación total anual es variable: en la región seca es de 600 mm y en la parte templada húmeda (Ajusco) es de 1 200 mm anuales. El patrón de las lluvias indica que son más abundantes mientras mayor sea la altitud de un sitio. Por ello, las partes bajas del vaso de Texcoco suelen ser más secas que las cumbres del Ajusco. En ese sentido, las lluvias son más abundantes mientras más al suroeste del territorio capitalino se encuentre un sitio. En diciembre, cuando la temperatura baja mucho, puede haber precipitaciones de nieve en las cimas de la serranía del Ajusco y la sierra de Las Cruces. La última vez que nevó sobre todo el valle de México fue en 1967, una ocasión excepcional que no se ha repetido desde entonces en Ciudad de México.
De igual manera, la altitud condiciona la temperatura y los ecosistemas en Ciudad de México. La zona que comprende el norte de Iztapalapa, los territorios de Iztacalco y Venustiano Carranza y el oriente de Gustavo A. Madero es la región más seca y cálida. Aunque los ecosistemas naturales en esta región ya no existen, es posible observar que las especies vegetales que mejor se adaptan a las condiciones climáticas de esta zona son aquellas que necesitan menos agua para sobrevivir. En contraste, las cumbres de Chichinauhtzin y el Ajusco están cubiertas de bosques de pino y encino, donde aún es posible encontrar algunas especies animales salvajes como el teporingo (endémico de las regiones volcánicas del centro de México), serpientes de cascabel y aves de diferentes especies.
| Parámetros climáticos promedio de Ciudad de México | Parámetros climáticos promedio de Ciudad de México | Parámetros climáticos promedio de Ciudad de México | Parámetros climáticos promedio de Ciudad de México | Parámetros climáticos promedio de Ciudad de México | Parámetros climáticos promedio de Ciudad de México | Parámetros climáticos promedio de Ciudad de México | Parámetros climáticos promedio de Ciudad de México | Parámetros climáticos promedio de Ciudad de México | Parámetros climáticos promedio de Ciudad de México | Parámetros climáticos promedio de Ciudad de México | Parámetros climáticos promedio de Ciudad de México | Parámetros climáticos promedio de Ciudad de México | Parámetros climáticos promedio de Ciudad de México |
| Mes                                                | Ene.                                               | Feb.                                               | Mar.                                               | Abr.                                               | May.                                               | Jun.                                               | Jul.                                               | Ago.                                               | Sep.                                               | Oct.                                               | Nov.                                               | Dic.                                               | Anual                                              |
| -------------------------------------------------- | -------------------------------------------------- | -------------------------------------------------- | -------------------------------------------------- | -------------------------------------------------- | -------------------------------------------------- | -------------------------------------------------- | -------------------------------------------------- | -------------------------------------------------- | -------------------------------------------------- | -------------------------------------------------- | -------------------------------------------------- | -------------------------------------------------- | -------------------------------------------------- |
| Temp. máx. abs. (°C)                               | 27                                                 | 30                                                 | 31                                                 | 32                                                 | 34                                                 | 33                                                 | 32                                                 | 31                                                 | 32                                                 | 30                                                 | 29                                                 | 28                                                 | 32                                                 |
| Temp. máx. media (°C)                              | 21                                                 | 23                                                 | 25                                                 | 26                                                 | 28                                                 | 25                                                 | 24                                                 | 23                                                 | 22                                                 | 22                                                 | 21                                                 | 20                                                 | 24                                                 |
| Temp. mín. media (°C)                              | 5                                                  | 6                                                  | 8                                                  | 10                                                 | 11                                                 | 14                                                 | 13                                                 | 12                                                 | 12                                                 | 10                                                 | 7                                                  | 4                                                  | 6                                                  |
| Temp. mín. abs. (°C)                               | -7                                                 | -3                                                 | -1                                                 | 4                                                  | 6                                                  | 7                                                  | 8                                                  | 6                                                  | 4                                                  | 1                                                  | -2                                                 | -4                                                 | -1                                                 |
| Precipitación total (mm)                           | 23                                                 | 17                                                 | 16                                                 | 25                                                 | 78                                                 | 190                                                | 249                                                | 224                                                | 178                                                | 67                                                 | 25                                                 | 15                                                 | 1158                                               |
| Fuente: 9 de agosto de 2009                        |                                                    |                                                    |                                                    |                                                    |                                                    |                                                    |                                                    |                                                    |                                                    |                                                    |                                                    |                                                    |                                                    |

## Medio ambiente

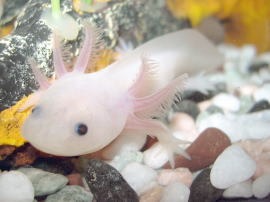
Un ajolote.

El avance de la mancha urbana ha puesto en peligro a todos los ecosistemas que existieron en el valle de México. Los primeros en padecer la depredación del género humano fueron los lagos, que han sido reducidos a una mínima superficie del territorio capitalino. Asociados a los lagos existieron las arboledas de ahuejotes, una especie endémica de los lagos de México que sirvieron, entre otras cosas, para construir las chinampas. Los lagos eran además el hogar de numerosas especies acuáticas, como el ajolote [Axolote o Axolotl; vertebrado anfibio, urodelo de los lagos mexicanos y norteamericanos, capaz de reproducirse en estado larvario y que raramente consigue la forma adulta], las garzas, la chichicuilota y otras, que fueron perseguidas hasta su desaparición del valle de México.
De las montañas desaparecieron todas las especies mayores de mamíferos, especialmente los venados y algunos géneros de cánidos (coyote, quizá lobo mexicano) que fueron cazados con el propósito de comercializar la carne (como en la época prehispánica se hacía con el venado) o para defender el ganado (cuando este fue traído a América por los españoles). En las laderas y cuevas de los cerros se refugian especies más pequeñas, como los murciélagos, varios géneros de roedores y serpientes ponzoñosas y otras inofensivas.
Cuando comenzó el proceso de desecación de los lagos, la chinampería creció en los pueblos que se asentaban en las riberas o los islotes. Sin embargo, cuando fueron cegados los canales que comunicaban a los pueblos del sur de los lagos con la antigua Ciudad de México, la chinampería y sus ecosistemas asociados también desaparecieron de numerosos pueblos que fueron chinamperos de vocación. Las aves migratorias se ausentaron del territorio de la capital durante buena parte del siglo XX, puesto que los nichos ecológicos a los que se dirigían habían desaparecido.

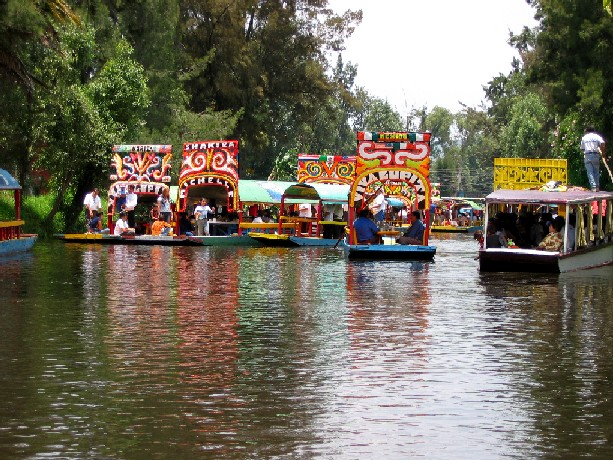
Canales de Xochimilco, actualmente protegidos por el gobierno de Ciudad de México y la alcaldía de Xochimilco. Fueron declarados Patrimonio de la Humanidad en 1987.

Hacia la década de 1980, la situación ambiental de México estaba al borde del desastre ecológico. El crecimiento de la actividad industrial produjo la generación de enormes cantidades de gases y partículas tóxicas que hicieron de la atmósfera de la otrora región más transparente del aire (según Alejandro de Humboldt) una de las más contaminadas del planeta. El problema del abasto de agua se hizo más evidente, puesto que la ciudad no cuenta con fuentes propias y suficientes del líquido, y la demanda de la población y la industria superaban la oferta.
Entre las primeras medidas que se tomaron para aliviar un poco la situación estuvo la introducción de un sistema de medición de la calidad del aire (conocido como IMECA). Los resultados de la medición no dejaban lugar a dudas: la polución del aire podría acarrear problemas graves de salud a los habitantes de la capital. Por ello se tomaron medidas complementarias destinadas unas a la reducción de contaminantes atmosféricos, y otras a la recuperación ecológica de Ciudad de México. La refinería de Azcapotzalco (una de las industrias más contaminantes de Ciudad de México) fue clausurada, y en una parte de sus terrenos fue construido un parque ecológico. Se implementó el programa Hoy no circula, para que las personas dejaran de usar sus automóviles una vez a la semana (dos, en los días que hubiese contingencia ambiental). También se intentó descentralizar el parque industrial, para transferirlo a otras regiones del país, aunque no con demasiado éxito.
Como complemento de lo anterior, se recuperaron algunas regiones no urbanizadas. La caída de numerosos edificios en 1985, como consecuencia del sismo de 1985 permitió la creación de algunos parques en sustitución de los edificios caídos. En 1986, más de la mitad del territorio capitalino fue declarado Área de Reserva Ecológica por el presidente Miguel de la Madrid Hurtado. De la misma manera, en años posteriores se emitió igual declaración para la sierra de Guadalupe, la sierra de santa Catarina, el bosque de Las Lomas, y otras. Se dispuso el rescate de los canales de Xochimilco, mediante su alimentación con agua tratada y la eliminación de especies amenazadoras como el lirio acuático y las carpas, que prácticamente habían extinguido a la fauna local.
Actualmente se han implementado nuevas leyes para proteger el medio ambiente de la capital mexicana; por mencionar algunas, esta la Ley de Sanidad Animal que tiene como finalidad diagnosticar y prevenir enfermedades que afecten la salud de los animales. La Ley de Sanidad Vegetal y su finalidad es diagnosticar y prevenir plagas en los vegetales y regular la efectividad biológica. 
Por otra parte el Jefe de Gobierno se ha encargado de promover programas para utilizar medios de transporte alternos al automóvil para así disminuir la contaminación atmosférica.